# Ism (onomastica)
L'ism (in arabo اِسْم‎?, plur. in arabo أَسْمَاء‎?, ʾasmāʾ) è il nome proprio di persona nell'onomastica araba.
L'uso del solo ism per rivolgersi a qualcuno indica familiarità ma, se non esiste intimità, attesta disprezzo e sentimento di superiorità sociale o morale nei confronti della persona apostrofata.